# Yuanzheng Yue
Yuanzheng Yue (født 24. april 1958) er professor ved Institut for Kemi og Biovidenskab ved Aalborg Universitet. Hans forskningsområde er glasvidenskab og teknologi; glasfibre; uordnede materialer. Han er uddannet kandidat fra Shaanxi University of Science and Technology i Kina (1985) og har en Ph.d. fra Technical University of Berlin (1995).

## Priser
Yuanzheng Yue har vundet en række priser gennem sin karriere:
- Fellow of Royal Society of Chemistry (2020)
- Fellow of the European Academy of Sciences (2019)[2][3]
- Corning Outstanding Publication Award, USA (2015)
- Ridder af Dannebrogordenen, Denmark (2014)[4]

## Publikationer
Yuanzheng Yue har udgivet over 350 peer-reviewed artikler. Af særligt notable publikationer kan følgende nævnes:
- Y. Z. Yue, C. A. Angell, Clarifying the glass-transition behavior of water by comparison with hyperquenched inorganic glasses. Nature 427 (2004) 717-720.
- Y. Z. Yue, R. von der Ohe, S. L. Jensen, Fictive temperature, cooling rate and viscosity of glasses. Journal of Chemical Physics 120 (2004) 8053-8059.
- Y. Z. Yue, Characteristic temperatures of enthalpy relaxation in glass. Journal of Non-Crystalline Solids354 (2008) 1112-1118.
- M. M. Smedskjaer, J. C. Mauro, Y. Z. Yue, Prediction of glass hardness using Temperature-Dependent Constraint Theory. Physical Review Letters 105 (2010) 115503.
- M. Moesgaard, R. Keding, J. Skibsted, Y. Z. Yue, Evidence of intermediate-range order heterogeneity in calcium aluminosilicate glasses. Chemistry of Materials 22 (2010) 4471–4483.
- T. D. Bennett, J. C. Tan, Y. Z. Yue et al, Hybrid glasses from strong and fragile Metal-Organic Framework Liquids. Nature Communications 6 (2015) 8079.
- Y. Z. Yue, Anomalous enthalpy relaxation in vitreous silica. Frontier in Materials 2 (2015) 54.
- A. Qiao, T. D. Bennett, H. Z. Tao, A. Krajnc, G. Mali, C. M. Doherty, A. W. Thornton, J. C. Mauro, G. N. Greaves, Y. Z. Yue, A metal-organic framework with ultrahigh glass-forming ability. Science Advances 4 (2018) eaao6827.
- Y. F. Zhang, P. X. Wang, T. Zheng, D. M. Li, G. D. Li, Y. Z. Yue, Enhancing Li-ion battery anode performances via disorder/order engineering. Nano Energy 49 (2018) 596-602.
- Q. J. Zheng, Y. F. Zhang, M. Montazerian, O. Gulbiten, J. C. Mauro, E. D. Zanotto, Y. Z. Yue, Understanding glass through differential scanning calorimetry. Chemical Reviews 119 (2019) 7848-7939.
- H. Liu, W. L. Chen, R. K. Pan, Z. T. Shan, A. Qiao, J. W. E. Drewitt, L. Hennet, S. Jahn, D. P. Langstaff, H. Z. Tao, Y. Z. Yue, G. N. Greaves, From molten calcium aluminates through phase transitions to cement phases. Advanced Science 7 (2019) 1902209.
- R. S. K. Madsen, A. Qiao, J. Sen, I. Hung, K. Z. Chen, Z. H. Gan, S. Sen, Y. Z. Yue, Ultrahigh-field 67Zn NMR reveals short-range disorder in zeolitic imidazolate framework glasses. Science 367 (2020) 1473–1476.